# Åmänningen
59°57′N 15°57′Ø / 59.950°N 15.950°Ø
Åmänningen er en sø i det nordlige Västmanland med et areal på 23 km². Åmänningen, der  gennemløbes af  Kolbäcksån, ligger  mellem Fagersta og Virsbo og er reguleret af et vandkraftværk. Søen har et højt indhold af tungmetaller. 
I 1876 grundlagedes Engelsbergs oliefabrik på øen Barrön i søen. Fabrikken blev fredet som byggnadsminne i  1972.